# Hannover (Dakota del Nord)
Hannover è un'area non incorporata degli Stati Uniti d'America della contea di Oliver nello Stato del Dakota del Nord. Si trova all'incrocio tra le North Dakota Highways 25 e 31, a ovest della città di Center, il capoluogo della contea di Oliver.
Il nome deriva dalla città tedesca di Hannover, nella Bassa Sassonia. Anche se più di cento città, isole e province di tutto il mondo prendono il nome dalla capitale della Bassa Sassonia, l'insediamento nel Dakota del Nord è l'unico che si attacca alla corretta ortografia con una doppia "n".